# Кэньли (месторождение)
Кэньли, блок 10-1-1 (кит. 垦利) — морское нефтяное месторождение в Китая. Расположено в Бохайском заливе. Открыто в 2008 году. Начальные запасы нефти оцениваются в 20 млн тонн.
В 2016 году началась добыча нефти на блоке Кэньли 10-4, с использованием инфраструктуры блока 10-1.
Оператором месторождение является китайская морская нефтяная компания CNOOC.